# Maurice Le Guilloux
Maurice Le Guilloux (Plédran, 14 mei 1950) is een Frans voormalig wielrenner.

## Carrière
Le Guilloux reed elf grote rondes waarvan hij er tien uitreed. Hij won maar liefst 72 wedstrijden op amateurniveau en enkele als prof, zijn grootste was een etappe zege in het Criterium de Dauphiné. Hij won ook een etappe en het eindklassement in de Ster van Bessèges.

## Overwinningen
1972
- Tour de la Martinique

1974
- Le Quillio

1975
- Grand Prix Cycliste des Filets Bleus
- GP Aix en Provence
- 2e etappe deel a Ronde van de Middellandse Zee

1976
- 2e etappe Ster van Bessèges
- Eindklassement Ster van Bessèges
- Poullaouen
- 2e etappe Parijs-Limoges
- Eindklassement Parijs-Limoges

1977
- Carhaix

1978
- 1e etappe Critérium du Dauphiné

1979
- Plessala

1980
- Le Quillio

1981
- Hénon
- Callac

## Resultaten in de voornaamste wedstrijden
| Jaar | Ronde van Italië | Ronde van Frankrijk | Ronde van Spanje |
| ---- | ---------------- | ------------------- | ---------------- |
| 1972 |                  |                     |                  |
| 1973 |                  |                     |                  |
| 1974 |                  |                     |                  |
| 1975 |                  | 72e                 |                  |
| 1976 |                  | 48e                 |                  |
| 1977 |                  | opgave              |                  |
| 1978 |                  | 27e                 |                  |
| 1979 |                  | 47e                 |                  |
| 1980 | 55e              | 81e                 |                  |
| 1981 |                  | 56e                 |                  |
| 1982 |                  | 27e                 |                  |
| 1983 |                  |                     | 37e              |
| 1984 |                  | 62e                 |                  |

| Jaar | Milaan-San Remo | Ronde van Vlaanderen | Parijs-Roubaix | Luik-Bast.‑Luik |  | Wereldranglijsten |
| ---- | --------------- | -------------------- | -------------- | --------------- |  | ----------------- |
| 1972 |                 |                      |                |                 |  |                   |
| 1973 |                 |                      |                |                 |  |                   |
| 1974 |                 |                      | 44e            |                 |  |                   |
| 1975 | 58e             |                      |                | 31e             |  |                   |
| 1976 | 50e             | 33e                  |                |                 |  |                   |
| 1977 |                 |                      |                |                 |  |                   |
| 1978 |                 |                      |                |                 |  |                   |
| 1979 |                 |                      |                |                 |  |                   |
| 1980 |                 |                      |                |                 |  |                   |
| 1981 |                 |                      | 32e            |                 |  |                   |
| 1982 |                 |                      |                |                 |  |                   |
| 1983 |                 |                      |                | 73e             |  |                   |
| 1984 |                 |                      |                |                 |  |                   |

Wielerploegen van Maurice Le Guilloux
Bellouis ·
Bolley ·
Briend ·
Chappe · 
Daunat ·
Dupuch ·
Ghisellini ·
Grenier ·
Le Bourhis ·
Le Guilloux ·
Matignon ·
Menard ·
Noguès ·
Pitard ·
Proust ·
Quesne ·
Ravel ·
Rub ·
Theillière ·
Tosi ·
Vidament ·
Wright
Andrade · 
Bellone ·
Bellouis ·
Campanier · 
Duijndam (tot 31/05) ·
Fin ·
Julien ·
Largeau ·
Le Guilloux ·
Martin ·
Masson ·
Mattioda ·
Millard ·
Noguès ·
Pitard ·
Tosi ·
Vianen ·
Wright ·
Zoetemelk
Besnard · 
Botherel ·
De Cauwer · 
Dillen ·
Julien ·
Largeau ·
Le Guilloux ·
Martin ·
Martínez ·
Mattioda ·
McVilly ·
Mintkiewicz · 
Noguès ·
Teirlinck ·
Tollet ·
Van Impe ·
Van Neste ·
Wright ·
Hinault (stagiair)
Arbès · 
Ceulen ·
Chalmel ·
Chassang ·
De Temmerman ·
Dillen ·
Hinault · 
Karstens ·
Lapébie ·
Le Guilloux ·
Leleu ·
Martin ·
Mariano Martínez ·
Martin Martínez ·
Mintkiewicz · 
Quilfen ·
A. Santy ·
G. Santy ·
Teirlinck ·
Van Impe · 

Meslet (stagiair)
Alban ·
Aubey ·
Bertin ·
Cluzaud ·
Delépine ·
Genet ·
Hézard ·
Hoban ·
Le Guilloux ·
Moneyron ·
Mourioux ·
Perin · 
Poulidor ·
Seznec ·
Talbourdet ·
Vallet ·
Vianen ·
Zoetemelk
Alban ·
Aubey ·
Bertin ·
Busolini ·
Corbeau ·
Delisle ·
Hoban ·
Le Guilloux ·
Martin ·
Mathis ·
Mauvilly · 
Nilsson ·
Perret ·
Poulidor ·
Rouxel ·
Seznec ·
Vallet ·
Zoetemelk
Alban ·
Busolini ·
Hoban ·
Le Guilloux ·
Levavasseur ·
Martin ·
Mathis ·
Mauvilly · 
Meslet ·
Mollet ·
Nilsson ·
Périn ·
Perret ·
Pirard ·
Rouxel ·
Seznec ·
Vallet ·
van Vliet ·
Zoetemelk
Arbès ·
Becaas ·
Berland ·
Bernaudeau ·
Bertin ·
Chalmel ·
Chassang ·
Chaumaz ·
Cluzaud ·
Didier ·
Hinault · 
Le Guilloux ·
Quilfen ·
Villemiane ·
Vincendeau
Arbès ·
Becaas ·
Berland ·
Bernaudeau ·
Bertin ·
Bonnet ·
Chalmel ·
Chassang ·
Chaumaz ·
Cluzaud ·
Didier ·
Hinault  · 
Le Bris ·
Le Guilloux ·
Madiot ·
Quilfen ·
Villemiane ·
Vincendeau
Arbès ·
Becaas ·
Bérard ·
Bertin ·
Bonnet ·
Boyer ·
Didier ·
Gagnier ·
Hinault  · 
Le Bris ·
Le Guilloux ·
LeMond ·
Madiot ·
Poisson ·
Quilfen ·
Rodriguez ·
Vigneron ·
Villemiane
Arbès ·
Becaas ·
Bérard ·
Bonnet ·
Chevallier ·
Didier ·
Fignon ·
Gagnier ·
Gayant ·
Hinault · 
Jules ·
Le Bris ·
Le Guilloux ·
LeMond ·
Madiot ·
Poisson ·
Rodriguez ·
Salomon ·
Vigneron
Barteau ·
Becaas ·
Bérard ·
Chevallier ·
Didier ·
Fignon ·
Gaigne ·
Gayant ·
Hinault · 
Jules ·
Le Guilloux ·
LeMond  ·
M. Madiot ·
Y. Madiot ·
Mottet ·
Poisson ·
Salomon ·
Saude ·
Vigneron
Arnaud ·
Bérard ·
Bernard ·
Cornillet ·
De Vooght ·
Eriksen ·
Frei ·
Gomez ·
Guernion ·
Gutmann ·
Hinault ·
Jourdan ·
Le Guilloux (tot 15/09) ·
Leleu ·
Rault ·
Rüttimann ·
Vallet ·
Vigneron ·
Wiss